# Bovet Bugt
Bovet Bugt er en cirka seks kilometer bred sydvendt bugt på det østlige Læsø i Kattegat. Den ligger mellem den centrale del af øen og den østlige, ligeledes sydvendte halvø Bløden Hale.  
Bugten er en del af Natura 2000-område nr. 9 Strandenge på Læsø og havet syd herfor og danner grænsen for natur- og vildtreservatet Bovet-Knotten, og er både fuglebeskyttelses- og ramsarområde. I bunden af bugten, mod nord, ligger det fredede område Bovet, og mod øst den store naturfredning Østdelen af Læsø.
I Bovet Bugt var der tidligere et betydeligt erhvervsfiskeri, men det ebbede ud, da ålegræsset forsvandt omkring årtusindskiftet. Ålegræsset fungerer som yngle- og opvækstområde for en del fiskearter, hvorved der også tiltrækkes mange vandfugle. Der er adskillige teorier om, hvorfor ålegræsset i det hele taget er forsvundet fra Læsøs og de fleste andre danske farvande. En af dem peger på en fatal bundvending i sommeren 1999, men allerede i 1932-33 gik ålegræsset kraftigt tilbage, da det blev ramt af sygdom. Ålegræsset har igennem århundreder været anvendt af læsøboerne til tækning af hustage. Af disse tangtage er der i dag kun en lille snes stykker tilbage, hvoraf halvdelen er fredede.